# Trichosaundersia rubripila
Trichosaundersia rubripila är en tvåvingeart som först beskrevs av Camillo Rondani 1850.  Trichosaundersia rubripila ingår i släktet Trichosaundersia och familjen parasitflugor.
Artens utbredningsområde är Venezuela. Inga underarter finns listade i Catalogue of Life.